# Andreas Johnsson
Carl Andreas Johnsson (auch: Andreas Johnson; * 21. November 1994 in Gävle) ist ein schwedischer Eishockeyspieler, der seit November 2023 beim Skellefteå AIK aus der Svenska Hockeyligan (SHL) unter Vertrag steht. Zuvor verbrachte der linke Flügelstürmer vier Jahre in der Organisation der Toronto Maple Leafs und lief knapp zweieinhalb Jahre für die New Jersey Devils sowie kurzzeitig die San Jose Sharks in der National Hockey League (NHL) auf.

## Karriere

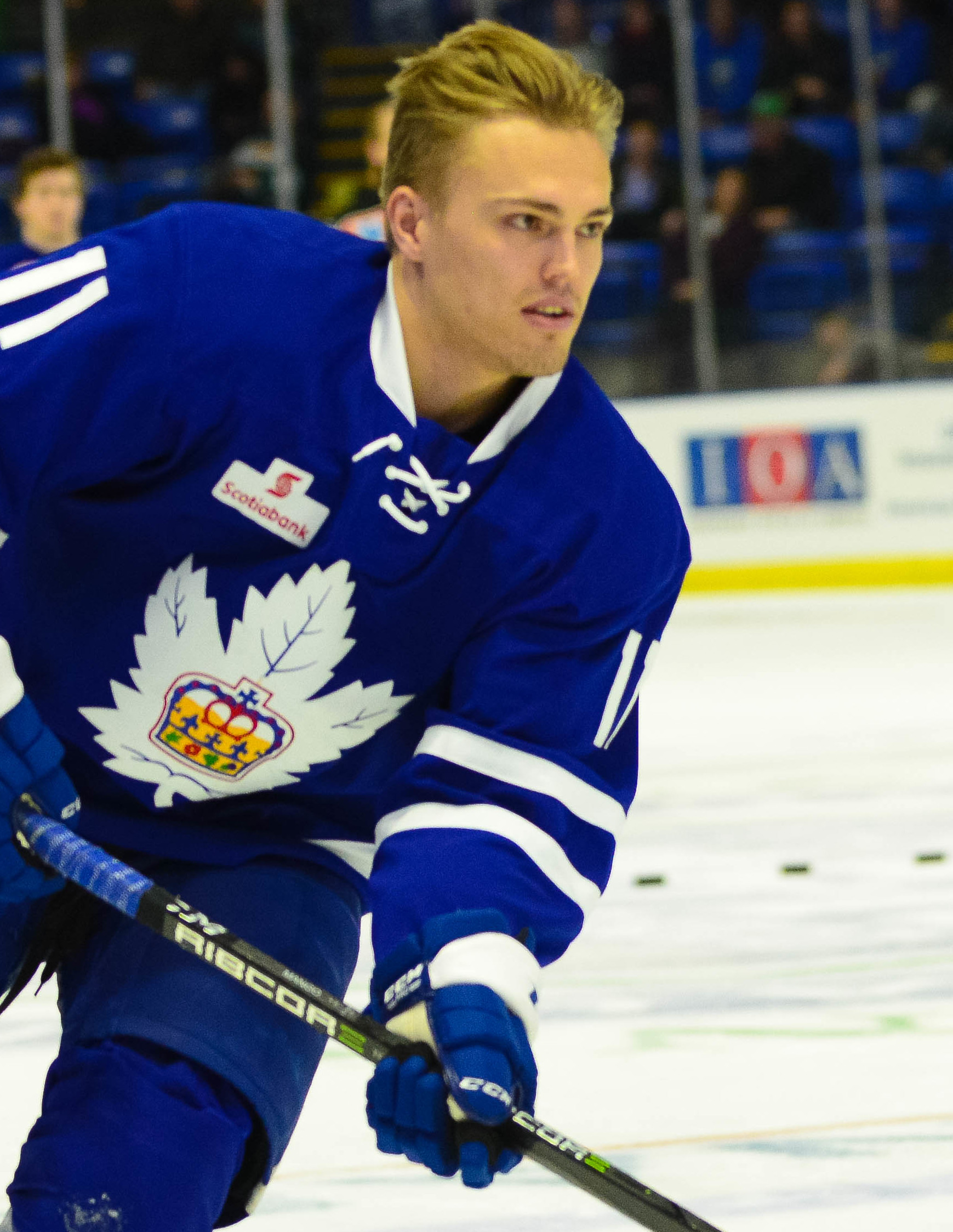
Johnsson im Trikot der Toronto Marlies (2018)

Andreas Johnsson wurde in Gävle geboren, wo sein Vater Jonas Johnson zu diesem Zeitpunkt für Brynäs IF aktiv war. Er durchlief in seiner Jugend die Nachwuchsabteilungen des Frölunda HC, wobei er mit Beginn der Saison 2010/11 für die J20 des Teams in der J20 SuperElit auflief, der höchsten Juniorenliga Schwedens. Während der Spielzeit 2012/13 debütierte der Flügelstürmer für die Herrenauswahl in der Elitserien und etablierte sich in der Folge im Profikader Frölundas. Zudem wählten ihn die Toronto Maple Leafs im NHL Entry Draft 2013 an 202. Position aus. 2014 wurde er nach 24 Scorerpunkten in 44 Spielen in der nun umbenannten Svenska Hockeyligan (SHL) als Rookie des Jahres ausgezeichnet, bevor er auch im KHL Junior Draft 2015 an 98. Stelle vom HK Dinamo Minsk berücksichtigt wurde.
Im Jahre 2016 gewann Johnsson mit Frölunda die Champions Hockey League und feierte wenig später auch die schwedische Meisterschaft. Nachdem er bereits im Juni 2015 einen Einstiegsvertrag bei den Maple Leafs unterzeichnet hatte, wechselte er zum Ende der Saison 2015/16 nach Nordamerika und lief dort fortan für die Toronto Marlies, das Farmteam der Maple Leafs, in der American Hockey League (AHL) auf. Dort etablierte sich der Schwede ebenfalls als regelmäßiger Scorer, vertrat die Marlies beim AHL All-Star Classic und wurde ins AHL Second All-Star Team 2018 berufen, während er im März 2018 für Toronto in der National Hockey League (NHL) debütierte. Anschließend gewann er mit den Marlies die AHL-Playoffs um den Calder Cup, führte die Liga dabei in Punkten (24) an und wurde demzufolge mit der Jack A. Butterfield Trophy als Most Valuable Player der post-season ausgezeichnet.
In der Saison 2018/19 kam Johnsson erstmals ausschließlich der NHL zum Einsatz und verzeichnete dabei 20 Tore und 43 Scorerpunkte. Anschließend unterzeichnete er im Juni 2019 einen neuen Vierjahresvertrag in Toronto, der ihm ein durchschnittliches Jahresgehalt von 3,4 Millionen US-Dollar einbringen soll. Bereits nach einem weiteren Jahr wurde er jedoch im Oktober 2020 im Tausch für Joey Anderson an die New Jersey Devils abgegeben.
In New Jersey wiederum war er bis Februar 2023 aktiv, ehe er im Rahmen eines größeren Tauschgeschäftes samt Fabian Zetterlund, Schakir Muchamadullin, Nikita Ochotjuk, einem konditionalen Erstrunden-Wahlrecht für den NHL Entry Draft 2023, einem ebenfalls konditionalen Zweitrunden-Wahlrecht für den NHL Entry Draft 2024 sowie einem weiteren Siebtrunden-Wahlrecht für den Draft 2024 zu den San Jose Sharks transferiert wurde. Im Gegenzug erhielten die Devils Timo Meier, Scott Harrington, Santeri Hatakka, Timur Ibragimow, Zachary Émond und ein Fünftrunden-Wahlrecht im Draft 2024, wobei die Sharks weiterhin die Hälfte von Meiers Gehalt übernahmen. Sollte sich das Erstrunden-Wahlrecht unter den ersten zwei Positionen befinden, verschiebt es sich automatisch um ein Jahr nach hinten, während das Zweitrunden-Wahlrecht für 2024 auf ein Erstrunden-Wahlrecht aufgewertet werden soll, falls die Devils in diesem oder im nächsten Jahr das Conference-Finale erreichen.
Nach der Saison 2022/23 erhielt Johnsson keinen weiterführenden Vertrag in San Jose, sodass er sich im Juli 2023 als Free Agent den Pittsburgh Penguins anschloss. Dort blieb der Schwede bis Mitte November 2023 jedoch ohne Einsatz, nachdem er in Pittsburgh keinen Kaderplatz erhalten hatte und nicht für das Farmteam Wilkes-Barre/Scranton Penguins in der AHL auflaufen wollte. Sein Vertrag wurde daraufhin aufgelöst und der Stürmer kehrte umgehend in seine Heimat zum Skellefteå AIK in die SHL zurück. Dort unterzeichnete Johnsson einen Vertrag bis zum Sommer 2027 und gewann gleich am Ende der Saison 2023/24 mit dem Team die schwedische Meisterschaft.

### International
Auf internationaler Ebene bestritt Johnsson mit der U20-Weltmeisterschaft 2014 sein erstes großes Turnier und gewann dabei mit der schwedischen U20-Auswahl die Silbermedaille. Für die A-Nationalmannschaft seines Heimatlandes debütierte er im Rahmen der Euro Hockey Tour 2014/15.

## Erfolge und Auszeichnungen
| - 2014 Årets nykomling - 2016 Champions-Hockey-League-Gewinn mit dem Frölunda HC - 2016 Schwedischer Meister mit dem Frölunda HC - 2018 Teilnahme am AHL All-Star Classic | - 2018 Calder-Cup-Gewinn mit den Toronto Marlies - 2018 Jack A. Butterfield Trophy - 2018 AHL Second All-Star Team - 2024 Schwedischer Meister mit dem Skellefteå AIK |

### International
- 2014 Silbermedaille bei der U20-Weltmeisterschaft

## Karrierestatistik
Stand: Ende der Saison 2023/24

### International
Vertrat die Schweden bei:
- U20-Weltmeisterschaft 2014

(Legende zur Spielerstatistik: Sp oder GP = absolvierte Spiele; T oder G = erzielte Tore; V oder A = erzielte Assists; Pkt oder Pts = erzielte Scorerpunkte; SM oder PIM = erhaltene Strafminuten; +/− = Plus/Minus-Bilanz; PP = erzielte Überzahltore; SH = erzielte Unterzahltore; GW = erzielte Siegtore; 1 Play-downs/Relegation; Kursiv: Statistik nicht vollständig)

## Persönliches
Sein Vater Jonas Johnson war ebenfalls Eishockeyspieler, fungierte als Kapitän in Frölunda und vertrat sein Heimatland bei zwei A-Weltmeisterschaften. Ferner ist auch sein Bruder Jonathan Johnson im schwedischen Profieishockey aktiv.